# Akhisar Belediye Gençlik ve Spor 2013-2014
Questa voce raccoglie le informazioni riguardanti l'Akhisar Belediyespor nelle competizioni ufficiali della stagione 2013-2014.

## Organico

### Rosa
| N. |                      | Ruolo | Calciatore      |
| -- | -------------------- | ----- | --------------- |
| 3  | Turchia (bandiera)   | D     | Serkan Yalçın   |
| 4  | Turchia (bandiera)   | D     | Çağdaş Atan     |
| 5  | Senegal (bandiera)   | D     | Ibrahima Sonko  |
| 6  | Turchia (bandiera)   | C     | Merter Yüce     |
| 7  | Turchia (bandiera)   | C     | Kenan Özer      |
| 8  | Turchia (bandiera)   | C     | Emin Aladağ     |
| 9  | Australia (bandiera) | A     | Kerem Bulut     |
| 10 | Turchia (bandiera)   | C     | Bilal Kısa      |
| 11 | Turchia (bandiera)   | C     | Sertan Vardar   |
| 15 | Turchia (bandiera)   | D     | Uğur Demirok    |
| 17 | Turchia (bandiera)   | A     | Mehmet Akyüz    |
| 18 | Turchia (bandiera)   | P     | Oğuz Dağlaroğlu |
| 20 | Turchia (bandiera)   | C     | Ahmet Cebe      |
| 21 | Turchia (bandiera)   | C     | Mustafa Aşan    |
| 22 | Turchia (bandiera)   | C     | Güray Vural     |
| 23 | Turchia (bandiera)   | A     | Özgürcan Özcan  |

| N. |                                 | Ruolo | Calciatore         |
| -- | ------------------------------- | ----- | ------------------ |
| 25 | Turchia (bandiera)              | P     | Bekir Öztürk       |
| 27 | Argentina (bandiera)            | C     | Luciano Guaycochea |
| 28 | Turchia (bandiera)              | C     | Erkan Taşkıran     |
| 33 | Germania (bandiera)             | A     | Alessandro Riedle  |
| 34 | Turchia (bandiera)              | D     | Emrah Eren         |
| 39 | Bosnia ed Erzegovina (bandiera) | C     | Ivan Sesar         |
| 44 | Turchia (bandiera)              | P     | Emrah Tuncel       |
| 48 | Turchia (bandiera)              | P     | Evren Özyiğit      |
| 55 | Turchia (bandiera)              | D     | Oğuzhan Azğar      |
| 80 | Brasile (bandiera)              | A     | Bruno Mezenga      |
| 93 | Turchia (bandiera)              | D     | Can Bartu Güneş    |
| 94 | Turchia (bandiera)              | C     | Rıdvan Özkan       |
| 95 | Turchia (bandiera)              | C     | Ahmet Çiçek        |
| 96 | Turchia (bandiera)              | C     | Serkan Cansoy      |
| 99 | Turchia (bandiera)              | C     | Kerim Zengin       |
|    | Grecia (bandiera)               | A     | Theofanis Gekas    |